# Estrella variable

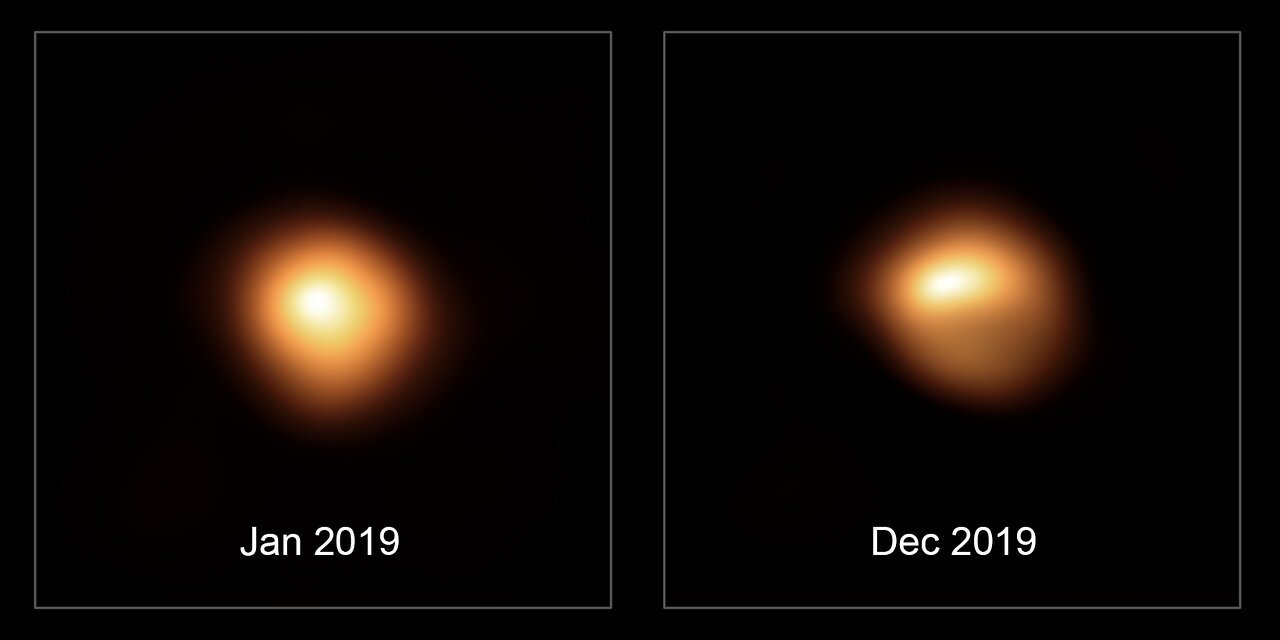
Comparació d'imatges del VLT-SPHERE sobre Betelgeuse preses el gener de 2019 i el desembre de 2019, que mostra els canvis en la brillantor i la forma. Betelgeuse és una estrella intrínsecament variable.

Una estrella variable és una estrella la lluminositat de la qual varia considerablement al llarg del temps. Aquestes variacions han de ser prou significatives; el nostre Sol, per exemple, presenta unes variacions de lluminositat d'un 0,1% cada 11 anys, aproximadament, però no es pot considerar una estrella variable. Les estrelles variables poden ser intrínseques, en què la variabilitat és provocada per mecanismes propis, o extrínseques, en què la variabilitat està produïda per efectes externs. Les variables intrínseques es classifiquen en molts tipus diferents, anomenats habitualment a partir de la primera estrella descoberta (o la més important) que presenta el tipus determinat de variabilitat.
Les estrelles variables s'analitzen amb tècniques fotomètriques i espectrofotomètriques i es poden caracteritzar mitjançant la seva corba de llum, que representa la magnitud de l'estrella en funció del temps. Algunes variables són molt regulars, és a dir, la variació de llum es repeteix amb un període molt ben definit; d'altres, en canvi, no mostren cap mena de regularitat.

## Descobriment

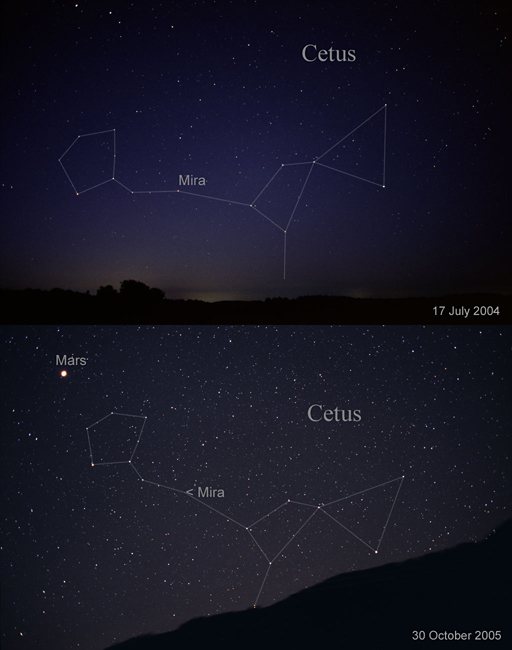
Mira (Omicron Ceti).

Un antic calendari egipci de dies de la mala i bona sort compost fa 3.200 anys pot ser el document històric més vell conservat que indica el descobriment d'una estrella variable, la binària eclipsant Algol. També se sap que els aborígens australians van observar la variabilitat de Betelgeuse i Antares, incorporant aquests canvis de brillantor a les narracions que es transmeten a través de la tradició oral.
Dels astrònoms moderns, la primera estrella variable va ser identificada en 1638 quan Johannes Holwarda es va adonar que Omicron Ceti (més tard denominada Mira) polsava en un cicle que durava 11 mesos; l'estrella havia estat anteriorment descrita com una nova per David Fabricius en 1596. Aquest descobriment, juntament amb la supernova observada en 1572 i 1604, va demostrar que el cel estrellat no era eternament invariable com Aristòtil i altres antics filòsofs havien ensenyat. D'aquesta manera, el descobriment de les estrelles variables va contribuir a la revolució astronòmica durant els segles XVI i principis del segle xvii.
La segona estrella variable descrita per Geminiano Montanari el 1669 era la variable eclipsant Algol; John Goodricke va donar l'explicació correcta de la seva variabilitat en 1784. Khi del Cigne va ser identificada en 1686 per Gottfried Kirch, després R Hydrae en 1704 per Jean-Dominique Maraldi. Per 1786 es coneixien deu estrelles variables. John Goodricke va descobrir Delta Cephei i Beta Lyrae. Des del 1850 el nombre d'estrelles variables conegudes ha augmentat ràpidament, especialment després de 1890, quan es va fer possible identificar els estels variables per mitjà de la fotografia.
El 1930, l'astrofísica Cecilia Payne va publicar el llibre The Stars of High Luminosity, en el qual va fer nombroses observacions d'estrelles variables, prestant especial atenció a les Cefeides variables. Les seves anàlisis i observacions d'estrelles variables, realitzades amb el seu marit, Sergei Gaposchkin, van establir les bases per a tots els treballs posteriors sobre el tema.
L'última edició del Catàleg General d'Estrelles Variables (2008) enumera més de 46.000 estrelles variables a la Via Làctia, així com 10.000 en altres galàxies i més de 10.000 variables "sospitoses".

## Observació d'estrelles variables
Les estrelles variables són generalment analitzades mitjançant la fotometria, la espectroscòpia i la fotoespectrometria. Observacions de la seva brillantor comparada amb la d'estrelles no variables de magnitud coneguda són usades per obtenir una corba de llum. En el cas d'estrelles variables regulars, se'n pot determinar amb precisió el període de variabilitat i l'amplitud. No obstant això, per a moltes d'aquestes quantitats varien lentament en determinat període, inclusivament de període a període. Els moments de més brillants són nomenats com a màxima, mentre que els de menor brillantor es coneixen com a mínima.
Els astrònoms aficionats poden i solen fer aportacions significatives a l'estudi de les estrelles variables, comparant aquestes estrelles amb altres estrelles dins del mateix camp visual dels seus telescopis que tinguin magnituds constants i ben conegudes. Estimant la magnitud de l'estel variable i anotant l'hora en què es fa l'observació, es pot construir la corba de llum visual. L'Associació Americana d'Observadors d'Estrelles Variables rep aquestes observacions de participants arreu del món, les quals comparteix amb la comunitat científica internacional. De fet, la primera variable del tipus binària eclipsant (prototip Algol) descoberta en el jove cúmul obert Stephenson 1, situat a Lyra, l'estrella BD +36 3317, ho va ser per dos investigadors de l'Observatori Astronòmic Norba Caesarina (Càceres) durant l'any 2007.

## Variables intrínseques

### Variables pulsants
- Cefeides: són un dels tipus més importants de variables, estrelles gegants grogues, que presenten pulsacions amb un període extremadament regular. El seu nom prové de la primera estrella d'aquest tipus descoberta: δ Cephei. Els seus períodes van d'un dia a unes quantes setmanes. Són especialment importants perquè serveixen com a «fars» espacials: hi ha una relació directa entre la seva lluminositat i el seu període de pulsació, de manera que coneixent-ne aquest darrer podem determinar-ne la magnitud absoluta, i comparant aquesta amb la magnitud aparent podem trobar-ne fàcilment la distància. Vegeu l'article sobre les cefeides.

- Variables W Virginis: molt similars a les cefeides, però pertanyen al grup de població estel·lar II i, per tant, tenen una metal·licitat menor i una relació període-lluminositat lleugerament diferent.

- Variables δ Scuti: similars a les cefeides però bastant dèbils i amb un període més curt. Abans es coneixien com a «cefeides nanes». A vegades, presenten diversos períodes sobreposats, que generen unes corbes de llum extremadament complexes. Reben aquest nom per l'estel Delta Scuti.

- Variables RR Lyrae: són semblants a les cefeides però no tan lluminoses. Pertanyen a la població estel·lar II. Són habituals en els cúmuls globulars i la seva relació període-lluminositat està ben determinada, de manera que són bons indicadors de distància.

- Variables RS Canum Venaticorum: són sistemes binaris propers amb un període d'activitat cromosfèrica més llarg, que dura habitualment entre 1 i 4 anys. Aquest cicle d'activitat és comparable al del Sol.

- Variables RV Tauri: són supergegants grocs que presenten mínims de lluminositat altèrnament profunds i poc profunds. El període complet n'és d'uns 30 a 100 dies, sobre el qual es poden superposar períodes llargs de l'ordre d'uns quants anys.

- Variables α Cygni: es tracta de supergegants amb una pulsació no radial, amb classes espectrals de Bep a AepIa. Presenten períodes d'alguns dies a diverses setmanes i la seva amplitud de variació és de l'ordre de 0,1 magnituds. Els canvis de llum, sovint irregulars, són causats per la superposició de moltes oscil·lacions amb períodes semblants. Deneb n'és l'estrella prototípica.

- Variables Mira Ceti: són supergegants vermelles molt fredes que presenten pulsacions molt grans. El seu període pot ser d'uns quants mesos i, en aquest temps, la seva brillantor pot augmentar unes quantes magnituds. L'estrella prototípica, Mira, passa de la magnitud 2 a la magnitud 9.

- Variables semiregulars: normalment es tracta de supergegants vermelles. De tant en tant, poden mostrar un període definit, però normalment passen per períodes de variació irregular. L'exemple més conegut d'aquest tipus és Betelgeuse, la magnitud de la qual varia entre 0,2 i 1,2.

- Variables irregulars: solen ser supergegants vermelles i no presenten cap període de variabilitat ben definit.

### Variables eruptives o cataclísmiques
- Supernoves: les supernoves, un dels fenòmens més energètics de l'univers, es produeixen durant la mort d'estrelles molt massives. També es poden produir per transferència de matèria cap a una nana blanca. Durant una supernova, la brillantor d'una estrella pot augmentar moltes vegades.

- Noves: també són el resultat d'explosions dramàtiques, però no produeixen la destrucció de l'estrella. Es formen en sistemes binaris i poden repetir-se amb un període de pocs anys, de segles o àdhuc de mil·lennis. Les noves es poden caracteritzar com a ràpides, lentes o molt lentes, segons el comportament de la seva corba de llum.

- Nova nana: es tracta d'estrelles dobles amb transferència de matèria entre els dos components, que provoca explosions regulars. Hi ha tres tipus de noves nanes: U Geminorum (explosions d'uns 5-20 dies cada pocs centenars), Z Camelopardalis (amb llargs períodes de brillantor constant entre el màxim i el mínim) i SU Ursae Majoris (amb petites explosions bastant freqüents i grans explosions molt més escasses).

- Variables R Coronae Borealis: són estrelles que passen la major part del temps en un màxim de brillantor, però després d'intervals irregulars s'afebleixen sobtadament en unes quantes magnituds. Posteriorment, recuperen lentament (mesos o anys) la seva magnitud inicial. Es creu que aquestes variacions són causades per episodis de formació de pols en l'atmosfera estel·lar: a mesura que la pols es forma i s'allunya de l'estrella, es refreda i es fa més opaca.

- Variables fulgurants o UV Ceti: són estrelles força dèbils de la seqüència principal que presenten fulguracions bastant regulars. Poden augmentar la seva brillantor en dues magnituds en només uns pocs segons i després tornen lentament a la seva magnitud normal durant una hora o menys.

## Variables extrínseques
- Variables binàries eclipsants: es tracta d'estrelles binàries que, vistes des de la Terra, s'eclipsen mútuament cada cert temps, cosa que provoca una disminució de la brillantor total. La més famosa de les binàries eclipsants és Algol (β Persei).

- Variables eclipsants planetàries: les estrelles amb planetes al seu voltant poden presentar variacions de lluminositat si algun dels planetes que l'orbiten passa per davant seu quan s'observa des de la Terra. Aquestes variacions són molt febles i calen observacions molt acurades. De fet, aquest és un mètode per a la detecció de sistemes planetaris en altres estrelles.

- Variables rotants: són estrelles que tenen taques solars de grandària considerable, de manera que, en rotar, s'hi poden apreciar diferències significatives de brillantor a mesura que se'ns presenten alternativament zones amb taques o sense. També poden apreciar-se diferències en la brillantor degudes a una distribució de temperatura diferent, o a una distribució química diferent.

## Nomenclatura de les estrelles variables
Les estrelles variables es designen, per a cada constel·lació, amb un codi d'una o dues lletres seguit pel genitiu del nom de la constel·lació on es troben. El codi d'una o dues lletres comença per la R fins a la Z, després segueix amb RR fins a RZ, després SS fins a SZ, etc., fins a arribar a ZZ. Si se'n necessiten més, es continua amb AA – AZ, BB – BZ, etc. Tot plegat permet designar fins a 334 estrelles en una constel·lació. En cas que n'hi hagi més, s'utilitza la V seguida d'un nombre per ordre de descobriment, començant pel 335. Aíxí, per exemple, tenim R Andromedae, RR Lyrae o V1500 Cygni.
En resum, l'ordre és:
1. de la R a la Z,
2. de la RR a la RZ,
3. de la SS a la SZ,
4. de la TT a la TZ,
5. de la UU a la UZ,
6. de la VV a la VZ,
7. de la WW a la WZ,
8. de la XX a la XZ,
9. de la YY a la YZ,
10. la ZZ,
11. de la AA a la AZ,
12. de la BB a la BZ,
13. etc. (la J no s'usa)
14. de la QQ a la QZ,
15. de V335 cap endavant.

Evidentment, a part de la designació com a variable, una estrella pot tenir una designació de Bayer, de Flamsteed o de qualsevol altre catàleg estel·lar.

## Estimació de la brillantor d'una variable
Hi ha dos mètodes semblants. El primer i més fàcil és la interpolació de la brillantor de l'estrella entre dues estrelles properes que tinguin una brillantor similar. Després d'identificar les estrelles, es mira amb un programari (tipus Stellarium o Cartes du Ciel) la magnitud de les estrelles. És recomanable treure una carta d'un programa i identificar les estrelles properes i que no tinguin molta variació de magnitud amb la variable i anotar-ne la magnitud per fer la comparació in situ.
El mètode següent és el mètode dels passos, o fraccional de Agrelander. Localitzem l'estrella variable i escollim les que puguem (com més millor) de les rodalies i de magnitud amb no més diferència de 1,5 magnituds. Quan observarem, establim un grau dels cinc que hi ha de comparació de la variable amb cada estrella escollida. Aquests són els graus:
- Grau 1: En primera instància l'estrella ens sembla igual brillantor que la variable, però detingudament, s'observa una lleugera diferència
- Grau 2: L'estrella variable sembla de la mateixa brillantor, però de seguida es veu que tenen una petita diferència
- Grau 3: Des del primer moment s'observa una diferència
- Grau 4: Hi ha una diferència notable entre ambdues
- Grau 5: Hi ha una clara desproporció entre les brillantors

Cal comparar amb almenys dues estrelles, si ho fem amb més estrelles, podem fer una magnitud mitjana. És a dir fem servir A i B, traiem la magnitud comparant amb A-B. Si fem servir l'estrella de comparació C, podem fer la magnitud d'A-B, A-C i B-C, i podem fer la mitjana d'aquestes observacions.
La brillantor de la variable s'estima mitjançant l'equació: 
{\displaystyle m_{a}+\left({\frac {g_{a}}{g_{a}+g_{b}}}\right)\times (m_{b}-m_{a})={\text{Magnitud de la variable}}}
Sent:
{\displaystyle m_{a}} magnitud de A (1a estrella comparació);
{\displaystyle m_{b}}= magnitud de B (2a estrella comparació);
{\displaystyle g_{a}}= grau de A;
{\displaystyle g_{b}}= grau de B.